# Pasmo Szpilówki

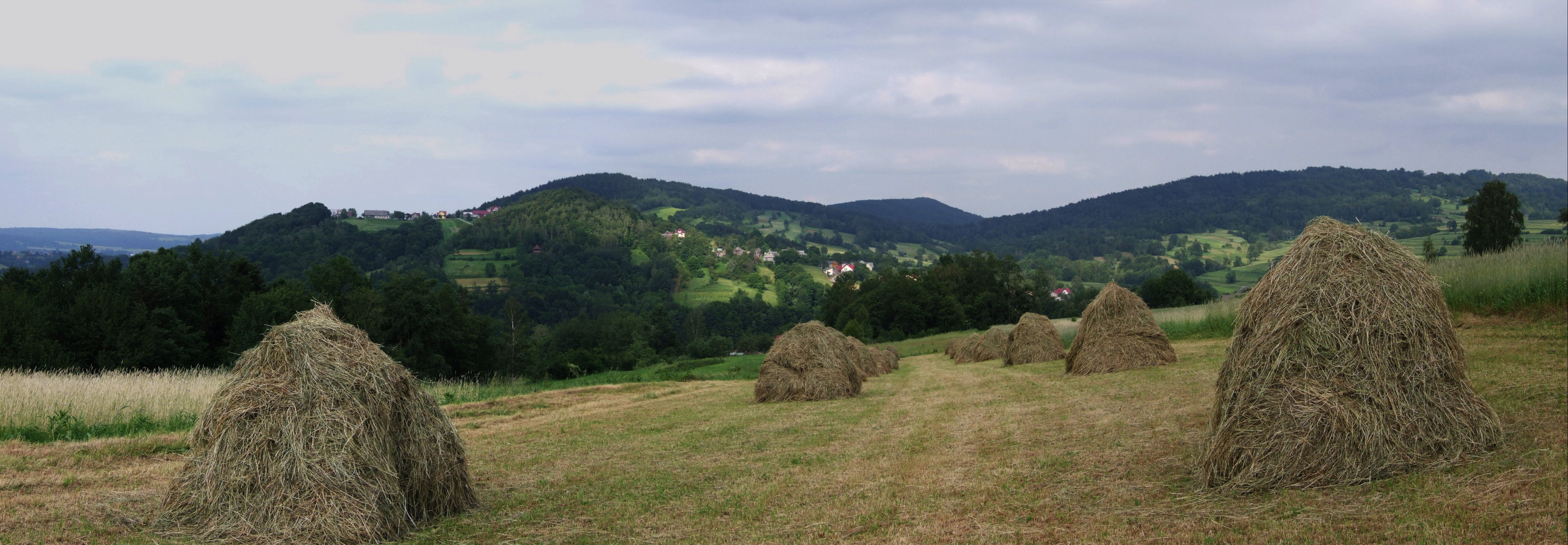
Pasmo Szpilówki, widok z Rajbrotu

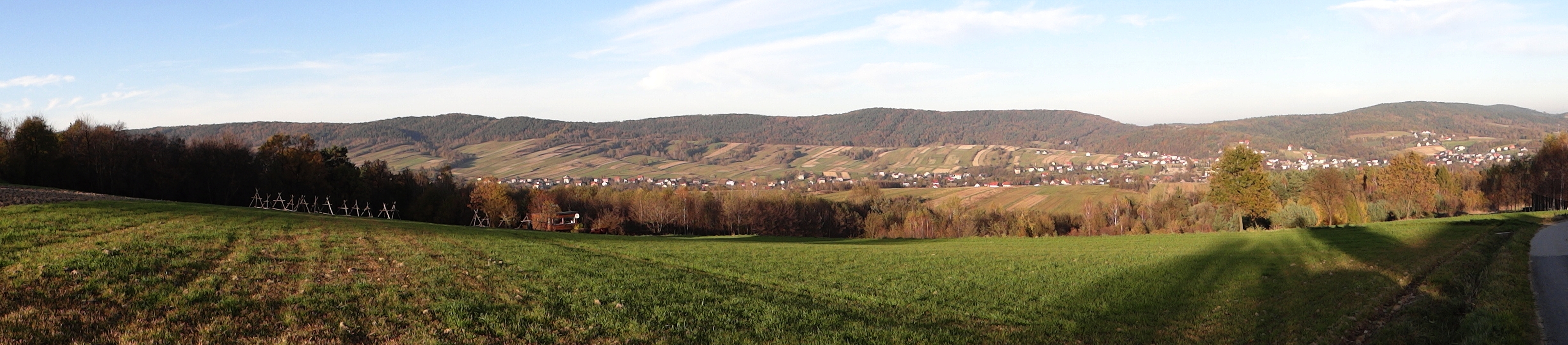
Pasmo Szpilówki

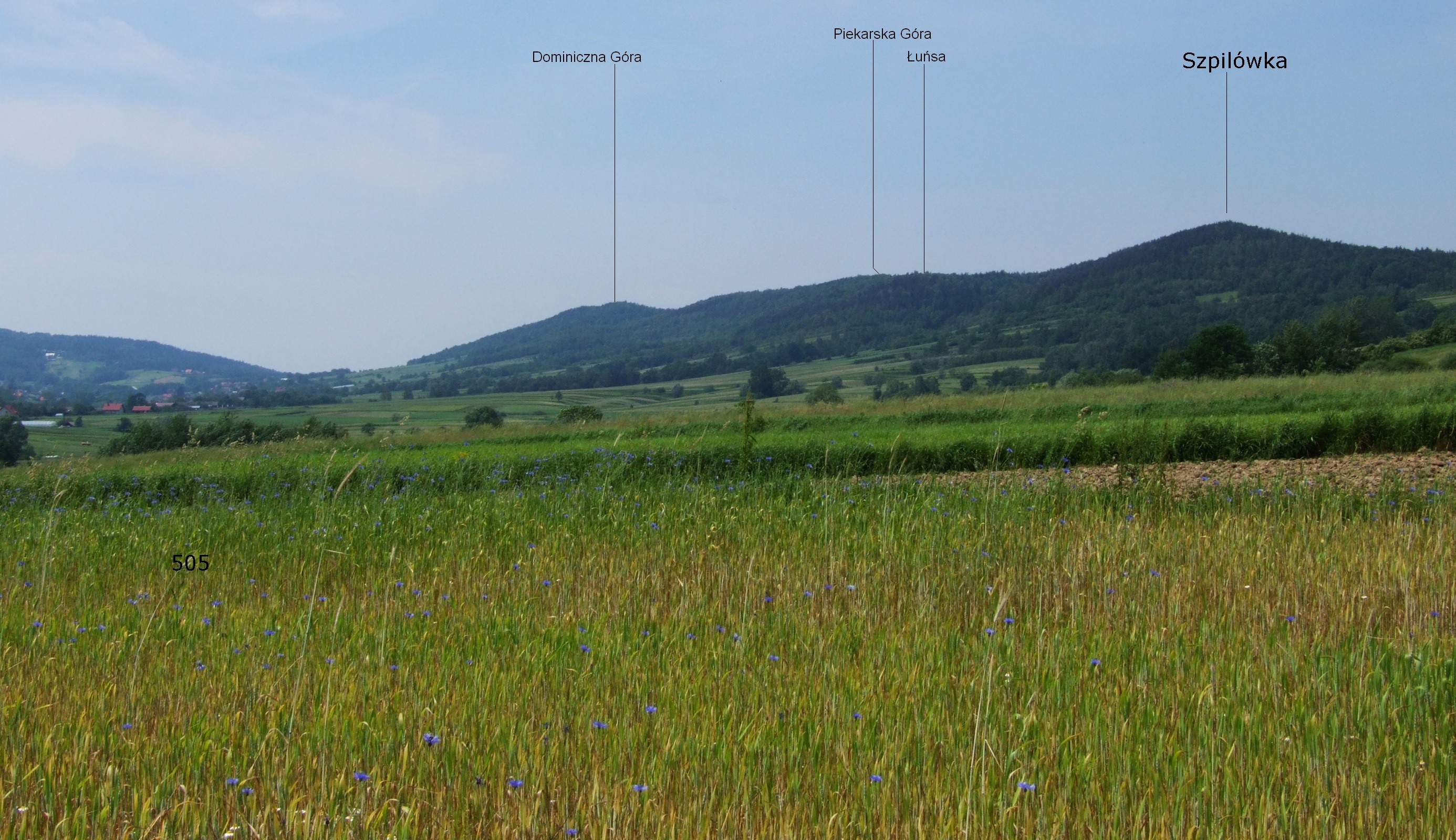
Pasmo Szpilówki, widok z Iwkowej

Pasmo Szpilówki – mające równoleżnikowy przebieg pasmo wzniesień na Pogórzu Wiśnickim. Oddziela ono dolinę Uszwicy opływającej go od zachodu i północy od położonej po jego południowej stronie doliny Beli (dopływ Białki). Jest to jedno z najwyższych pasm wzniesień na Pogórzu Wiśnickim i kolejno w kierunku od zachodu na wschód znajdują się w nim:
- Dominiczna Góra (468 m)
- Piekarska Góra (ok. 502 m)
- Łuńsa (502 m)
- Szpilówka (516 m)
- Bukowiec (494 m)

Po północnej stronie pasma znajdują się krótkie grzbiety, w których wyróżniono dwa szczyty: Duchowa Górka (399 m) i Ostra Góra (373 m). Na zachodnim końcu pasmo Szpilówki sąsiaduje z najwyższym wzniesieniem Pogórza Wiśnickiego – Rogozową (531 m), która tworzy grzbiet odchodzący od Pasma Szpilówki w południowym kierunku. Na wschodnim końcu Pasmo Szpilówki opada na przełęcz oddzielająca go od rozczłonkowanej wierzchowiny ze szczytem Machulec (480 m). Przez przełęcz tę przechodzi lokalna droga z Iwkowej do Tymowej.
Pasmo Szpilówki wznosi się nad miejscowościami: Rajbrot, Lipnica Murowana, Lipnica Dolna, Tymowa i Iwkowa. Jest zalesione, szczególnie jego północne stoki. Na południowych stokach dość wysoko podchodzą pola uprawne miejscowości Iwkowa, a na zachodnich Rajbrotu. Przez grzbiet pasma prowadzi szlak turystyczny, a także granica Wiśnicko-Lipnickiego Parku Krajobrazowego (należą do niego północne stoki Pasma Szpilówki). Na grzbiecie i północnych stokach Bukowca znajduje się rezerwat przyrody Bukowiec, zaś na południowych stokach pustelnia św. Urbana.
W 2018 roku na szczycie Szpilówki wybudowano wieżę widokową na Szpilówce, której platforma widokowa znajduje się na wysokości 28,7 m (ponad koronami drzew).

## Szlaki turystyczne
– z Rajbrotu przez Dominiczną Górę, Piekarską Górę, Szpilówkę, Bukowiec i Machulec do Czchowa.
 – ścieżka dydaktyczna od nowego kościoła w Iwkowej obok Pustelni św. Urbana na Bukowiec
 – ścieżka dydaktyczna od bacówki Biały Jeleń na Piekarską Górę